# Coupe des nations féminine de hockey sur gazon 2024-2025
Navigation
Espagne 2023-2024 2025-2026
La Coupe des nations féminine de hockey sur gazon 2024-2025 était la 3e édition de la Coupe des nations féminine de hockey sur gazon, le tournoi annuel de promotion pour la Ligue professionnelle féminine de hockey sur gazon et de relégation à la Coupe des nations II féminine de hockey sur gazon organisé par la Fédération internationale de hockey. Le tournoi s'est tenu du 23 février au 2 mars 2025 à Santiago au Chili.
Le Canada est relégué à la Coupe des nations II 2025-2026 à la suite de sa défaite en match pour la 7e place face à la Corée du Sud sur le score de 2 - 0.
La Nouvelle-Zélande est promue à la Ligue professionnelle 2025-2026 à la suite de sa victoire en finale face à l'Irlande sur le score de 4 - 2 à la séance des tirs au but après le partage 1 but partout en temps réglementaire.

## Organisation

### Désignation du pays hôte
Le 1er octobre 2024, le Chili est désigné pays organisateur avec pour ville hôte Santiago. Le 13 novembre 2024, la Fédération internationale de hockey confirme l'organisation du tournoi par le Chili,.

### Stade
| [[Fichier:Chile adm location map.svg\|240px\|{{#if:\|{{{alt}}}\|Coupe des nations féminine de hockey sur gazon 2024-2025 est dans la page Chili.]]Santiago | Santiago                          |
| --- | --------------------------------- |
| [[Fichier:Chile adm location map.svg\|240px\|{{#if:\|{{{alt}}}\|Coupe des nations féminine de hockey sur gazon 2024-2025 est dans la page Chili.]]Santiago | Estadio Nacional Claudia Schüller |
| [[Fichier:Chile adm location map.svg\|240px\|{{#if:\|{{{alt}}}\|Coupe des nations féminine de hockey sur gazon 2024-2025 est dans la page Chili.]]Santiago | Capacité: Inconnu                 |
| [[Fichier:Chile adm location map.svg\|240px\|{{#if:\|{{{alt}}}\|Coupe des nations féminine de hockey sur gazon 2024-2025 est dans la page Chili.]]Santiago |                                   |

## Format

### Système de promotion-relégation entre les Coupe des nations I-II
Lors du 49e congrès qui s'est tenu le 9 novembre 2024 à Mascate à Oman, la compétition se dirige vers un système de promotion-relégation entre le dernier de la Coupe des nations et le premier de la Coupe des nations II en même temps que le système de promotion-relégation entre le dernier de la Ligue professionnelle et le premier de la Coupe des nations. Ce changement de format permet à une équipe d'une division la plus basse de prendre la place de l'équipe qui terminera dernière de la Coupe des nations à la fin de la saison,.

### Compétition
Huit équipes sont réparties en deux groupes de quatre équipes. Le format est celui d'un tournoi toutes rondes : chaque équipe joue un match contre les trois autres équipes du même groupe. Les deux premiers de chaque groupe se qualifient pour la phase de promotion tandis que les deux derniers de chaque groupe se qualifient pour la phase de relégation.

### Ligue professionnelle et Coupe des nations II 2025-2026
Huit participants concourent pour une place synonyme de promotion à la Ligue professionnelle 2025-2026. À la fin de la compétition, le vainqueur de la Coupe des nations est promu à la Ligue professionnelle tandis que le perdant du match pour la 7e place est relégué à la Coupe des nations II pour la saison 2025-2026.

## Équipes qualifiées
Les huit équipes qui participent à la compétition sont reparties sur base de leurs performances de leur tournoi respectif de la saison dernière,.
| Compétition                     | Dates                          | Lieu     | Quotas | Qualifiés                                                |
| ------------------------------- | ------------------------------ | -------- | ------ | -------------------------------------------------------- |
| Ligue professionnelle 2023-2024 | 6 décembre 2023 - 29 juin 2024 | Divers   | 1      | États-Unis                                               |
| Coupe des nations 2023-2024     | 3 - 9 juin 2024                | Terrassa | 6      | Canada Chili Irlande Japon Corée du Sud Nouvelle-Zélande |
| Classement mondial FIH          | 1er juillet 2024               | NC       | 1      | Écosse                                                   |
| Total                           | Total                          | Total    | 8      |                                                          |

## Phase de groupes
Légende :
- Phase de promotion
- Phase de relégation

### Poule A
| Rang | Équipe       | Pts | J | G | N | P | Bp | Bc | Diff |
| ---- | ------------ | --- | - | - | - | - | -- | -- | ---- |
| 1    | Chili H      | 7   | 3 | 2 | 1 | 0 | 8  | 1  | +7   |
| 2    | États-Unis R | 6   | 3 | 2 | 0 | 1 | 7  | 5  | +2   |
| 3    | Japon        | 4   | 3 | 1 | 1 | 1 | 4  | 5  | -1   |
| 4    | Canada       | 0   | 3 | 0 | 0 | 3 | 1  | 9  | -8   |

| Match 3               | Chili   | 0 - 0 | Japon |                                                                           |                                                                           |
| 23 février 2025 19h00 |         |       |       | Arbitrage : Allison Mikelson Steven Bakker Arbitre vidéo : Victoria Pazos | Arbitrage : Allison Mikelson Steven Bakker Arbitre vidéo : Victoria Pazos |
| 23 février 2025 19h00 | Rapport |       |       | Arbitrage : Allison Mikelson Steven Bakker Arbitre vidéo : Victoria Pazos | Arbitrage : Allison Mikelson Steven Bakker Arbitre vidéo : Victoria Pazos |

| Match 4               | États-Unis                  | 2 - 0   | Canada |                                                                        |                                                                        |
| 23 février 2025 21h00 | Deberdine 15e · Sholder 28e | (2 - 0) |        | Arbitrage : Kim Yoonseon Federico Silva Arbitre vidéo : Melissa Taylor | Arbitrage : Kim Yoonseon Federico Silva Arbitre vidéo : Melissa Taylor |
| 23 février 2025 21h00 | Rapport                     |         |        | Arbitrage : Kim Yoonseon Federico Silva Arbitre vidéo : Melissa Taylor | Arbitrage : Kim Yoonseon Federico Silva Arbitre vidéo : Melissa Taylor |

| Match 7               | Chili                                                               | 5 - 0   | Canada |                                                                            |                                                                            |
| 25 février 2025 19h00 | Valdivia 20e · Arrieta 40e · Urroz 47e · Müller 56e · Villagrán 60e | (1 - 0) |        | Arbitrage : Federico Silva Cassidy Gallagher Arbitre vidéo : Steven Bakker | Arbitrage : Federico Silva Cassidy Gallagher Arbitre vidéo : Steven Bakker |
| 25 février 2025 19h00 | Rapport                                                             |         |        | Arbitrage : Federico Silva Cassidy Gallagher Arbitre vidéo : Steven Bakker | Arbitrage : Federico Silva Cassidy Gallagher Arbitre vidéo : Steven Bakker |

| Match 8               | États-Unis                                          | 4 - 2   | Japon                    |                                                                   |                                                                   |
| 25 février 2025 21h00 | Dixon 7e · Lepage 15e · Zimmer 44e · Schoenbeck 53e | (2 - 1) | 12e Toriyama · 54e Saito | Arbitrage : Kim Yoonseon Megan Robertson Arbitre vidéo : Zoe Hall | Arbitrage : Kim Yoonseon Megan Robertson Arbitre vidéo : Zoe Hall |
| 25 février 2025 21h00 | Rapport                                             |         |                          | Arbitrage : Kim Yoonseon Megan Robertson Arbitre vidéo : Zoe Hall | Arbitrage : Kim Yoonseon Megan Robertson Arbitre vidéo : Zoe Hall |

| Match 11              | Chili                                     | 3 - 1   | États-Unis |                                                                 |                                                                 |
| 27 février 2025 19h00 | Krimerman 25e · Urroz 38e · Maldonado 53e | (1 - 0) | 57e Zimmer | Arbitrage : Victoria Pazos Lani Nichol Arbitre vidéo : Zoe Hall | Arbitrage : Victoria Pazos Lani Nichol Arbitre vidéo : Zoe Hall |
| 27 février 2025 19h00 | Rapport                                   |         |            | Arbitrage : Victoria Pazos Lani Nichol Arbitre vidéo : Zoe Hall | Arbitrage : Victoria Pazos Lani Nichol Arbitre vidéo : Zoe Hall |

| Match 12              | Japon                     | 2 - 1   | Canada    |                                                                          |                                                                          |
| 27 février 2025 21h00 | Suzuki 33e · Murayama 47e | (0 - 0) | 35e Leahy | Arbitrage : Kim Yoonseon Steven Bakker Arbitre vidéo : Cassidy Gallagher | Arbitrage : Kim Yoonseon Steven Bakker Arbitre vidéo : Cassidy Gallagher |
| 27 février 2025 21h00 | Rapport                   |         |           | Arbitrage : Kim Yoonseon Steven Bakker Arbitre vidéo : Cassidy Gallagher | Arbitrage : Kim Yoonseon Steven Bakker Arbitre vidéo : Cassidy Gallagher |

### Poule B
| Rang | Équipe           | Pts | J | G | N | P | Bp | Bc | Diff |
| ---- | ---------------- | --- | - | - | - | - | -- | -- | ---- |
| 1    | Irlande          | 9   | 3 | 3 | 0 | 0 | 6  | 0  | +6   |
| 2    | Nouvelle-Zélande | 6   | 3 | 2 | 0 | 1 | 8  | 6  | +2   |
| 3    | Écosse           | 3   | 3 | 1 | 0 | 2 | 3  | 6  | -3   |
| 4    | Corée du Sud     | 0   | 3 | 0 | 0 | 3 | 4  | 9  | -5   |

| Match 1               | Nouvelle-Zélande                                      | 5 - 4   | Corée du Sud                                        |                                                                     |                                                                     |
| 23 février 2025 15h00 | Willocks 9e · Rainey 28e · Pearson 42e, 58e · Pho 55e | (2 - 3) | 6e Park S.A. · 19e, 27e Jeong D.B. · 40e Cheon E.B. | Arbitrage : Zoe Hall Megan Robertson Arbitre vidéo : Victoria Pazos | Arbitrage : Zoe Hall Megan Robertson Arbitre vidéo : Victoria Pazos |
| 23 février 2025 15h00 | Rapport                                               |         |                                                     | Arbitrage : Zoe Hall Megan Robertson Arbitre vidéo : Victoria Pazos | Arbitrage : Zoe Hall Megan Robertson Arbitre vidéo : Victoria Pazos |

| Match 2               | Irlande                              | 3 - 0   | Écosse |                                                                          |                                                                          |
| 23 février 2025 17h00 | Power 6e · N. Carey 30e · Mullan 58e | (2 - 0) |        | Arbitrage : Cassidy Gallagher Lani Nichol Arbitre vidéo : Melissa Taylor | Arbitrage : Cassidy Gallagher Lani Nichol Arbitre vidéo : Melissa Taylor |
| 23 février 2025 17h00 | Rapport                              |         |        | Arbitrage : Cassidy Gallagher Lani Nichol Arbitre vidéo : Melissa Taylor | Arbitrage : Cassidy Gallagher Lani Nichol Arbitre vidéo : Melissa Taylor |

| Match 5               | Corée du Sud | 0 - 2   | Écosse                    |                                                                         |                                                                         |
| 25 février 2025 15h00 |              | (0 - 1) | 21e Jamieson · 43e Burnet | Arbitrage : Victoria Pazos Steven Bakker Arbitre vidéo : Federico Silva | Arbitrage : Victoria Pazos Steven Bakker Arbitre vidéo : Federico Silva |
| 25 février 2025 15h00 | Rapport      |         |                           | Arbitrage : Victoria Pazos Steven Bakker Arbitre vidéo : Federico Silva | Arbitrage : Victoria Pazos Steven Bakker Arbitre vidéo : Federico Silva |

| Match 6               | Irlande     | 1 - 0   | Nouvelle-Zélande |                                                                             |                                                                             |
| 25 février 2025 17h00 | Carroll 30e | (1 - 0) |                  | Arbitrage : Melissa Taylor Allison Mikelson Arbitre vidéo : Megan Robertson | Arbitrage : Melissa Taylor Allison Mikelson Arbitre vidéo : Megan Robertson |
| 25 février 2025 17h00 | Rapport     |         |                  | Arbitrage : Melissa Taylor Allison Mikelson Arbitre vidéo : Megan Robertson | Arbitrage : Melissa Taylor Allison Mikelson Arbitre vidéo : Megan Robertson |

| Match 9               | Nouvelle-Zélande                          | 3 - 1   | Écosse    |                                                                            |                                                                            |
| 27 février 2025 15h00 | K. Cotter 25e · Shannon 54e · Findlay 59e | (1 - 1) | 2e Watson | Arbitrage : Cassidy Galllagher Melissa Taylor Arbitre vidéo : Kim Yoonseon | Arbitrage : Cassidy Galllagher Melissa Taylor Arbitre vidéo : Kim Yoonseon |
| 27 février 2025 15h00 | Rapport                                   |         |           | Arbitrage : Cassidy Galllagher Melissa Taylor Arbitre vidéo : Kim Yoonseon | Arbitrage : Cassidy Galllagher Melissa Taylor Arbitre vidéo : Kim Yoonseon |

| Match 10              | Corée du Sud | 0 - 2   | Irlande                 |                                                                             |                                                                             |
| 27 février 2025 17h00 |              | (0 - 1) | 25e Torrans · 51e Power | Arbitrage : Allison Mikelson Federico Silva Arbitre vidéo : Megan Robertson | Arbitrage : Allison Mikelson Federico Silva Arbitre vidéo : Megan Robertson |
| 27 février 2025 17h00 | Rapport      |         |                         | Arbitrage : Allison Mikelson Federico Silva Arbitre vidéo : Megan Robertson | Arbitrage : Allison Mikelson Federico Silva Arbitre vidéo : Megan Robertson |

## Phase de relégation

### Tableau de relégation
|  | Demi-finales pour la 5e place | Demi-finales pour la 5e place | Demi-finales pour la 5e place | Demi-finales pour la 5e place |                        |       | Match pour la 5e place | Match pour la 5e place | Match pour la 5e place | Match pour la 5e place |
|  |                               |                               |                               |                               |                        |       |                        |                        |                        |                        |
|  | 1er mars 2025                 | 1er mars 2025                 | 1er mars 2025                 | 1er mars 2025                 |                        |       | 2 mars 2025            | 2 mars 2025            | 2 mars 2025            | 2 mars 2025            |
|  | A3                            | Japon                         | 5                             | 5                             |                        |       | 2 mars 2025            | 2 mars 2025            | 2 mars 2025            | 2 mars 2025            |
|  | A3                            | Japon                         | 5                             | 5                             |                        |       | 2 mars 2025            | 2 mars 2025            | 2 mars 2025            | 2 mars 2025            |
|  | B4                            | Corée du Sud                  | 4                             | 4                             |                        |       | 2 mars 2025            | 2 mars 2025            | 2 mars 2025            | 2 mars 2025            |
|  | B4                            | Corée du Sud                  | 4                             | 4                             | A3                     | Japon | 0                      | 0                      |                        |                        |
|  | 1er mars 2025                 |                               |                               |                               | A3                     | Japon | 0                      | 0                      |                        |                        |
|  |                               |                               | B3                            | Écosse                        | 2                      | 2     |                        |                        |                        |                        |
|  | B3                            | Écosse                        | B3                            | Écosse                        | 2                      | 2     | 2                      | 2                      |                        |                        |
|  | B3                            | Écosse                        |                               |                               |                        |       |                        | 2                      |                        |                        |
|  | A4                            | Canada                        | 0                             | 0                             |                        |       |                        |                        |                        |                        |
|  | A4                            | Canada                        | 0                             | 0                             | Match pour la 7e place |       |                        |                        |                        |                        |
|  |                               |                               |                               |                               |                        |       |                        |                        |                        |                        |
|  | 2 mars 2025                   |                               |                               |                               |                        |       |                        |                        |                        |                        |
|  | B4                            | Corée du Sud                  | 2                             | 2                             |                        |       |                        |                        |                        |                        |
|  | B4                            | Corée du Sud                  | 2                             | 2                             |                        |       |                        |                        |                        |                        |
|  | A4                            | Canada                        | 0                             | 0                             |                        |       |                        |                        |                        |                        |
|  | A4                            | Canada                        | 0                             | 0                             |                        |       |                        |                        |                        |                        |

### Demi-finales pour la5eplace
| Match 13            | Japon                                                           | 5 - 4   | Corée du Sud                                               |                                                                          |                                                                          |
| 1er mars 2025 11h00 | Takashima 12e, 57e · Toriyama 40e · Hasegawa 42e · Murayama 55e | (1 - 3) | 5e Cho H.J. · 8e Jung S.H. · 16e Jeong D.B. · 41e Kim J.H. | Arbitrage : Megan Robertson Lani Nichol Arbitre vidéo : Allison Mikelson | Arbitrage : Megan Robertson Lani Nichol Arbitre vidéo : Allison Mikelson |
| 1er mars 2025 11h00 | Rapport                                                         |         |                                                            | Arbitrage : Megan Robertson Lani Nichol Arbitre vidéo : Allison Mikelson | Arbitrage : Megan Robertson Lani Nichol Arbitre vidéo : Allison Mikelson |

| Match 14            | Écosse                       | 2 - 0   | Canada |                                                                       |                                                                       |
| 1er mars 2025 13h30 | Jamieson 34e · Mackenzie 41e | (0 - 0) |        | Arbitrage : Victoria Pazos Melissa Taylor Arbitre vidéo : Lani Nichol | Arbitrage : Victoria Pazos Melissa Taylor Arbitre vidéo : Lani Nichol |
| 1er mars 2025 13h30 | Rapport                      |         |        | Arbitrage : Victoria Pazos Melissa Taylor Arbitre vidéo : Lani Nichol | Arbitrage : Victoria Pazos Melissa Taylor Arbitre vidéo : Lani Nichol |

### Match pour la7eplace
| Match 17          | Corée du Sud                   | 2 - 0   | Canada |                                                                   |                                                                   |
| 2 mars 2025 11h00 | Jeong D.B. 29e · Park S.A. 34e | (1 - 0) |        | Arbitrage : Steven Bakker Melissa Taylor Arbitre vidéo : Zoe Hall | Arbitrage : Steven Bakker Melissa Taylor Arbitre vidéo : Zoe Hall |
| 2 mars 2025 11h00 | Rapport                        |         |        | Arbitrage : Steven Bakker Melissa Taylor Arbitre vidéo : Zoe Hall | Arbitrage : Steven Bakker Melissa Taylor Arbitre vidéo : Zoe Hall |

### Match pour la5eplace
| Match 18          | Japon   | 0 - 2   | Écosse                    |                                                                         |                                                                         |
| 2 mars 2025 13h30 |         | (0 - 0) | 47e Costello · 52e Burnet | Arbitrage : Victoria Pazos Federico Silva Arbitre vidéo : Steven Bakker | Arbitrage : Victoria Pazos Federico Silva Arbitre vidéo : Steven Bakker |
| 2 mars 2025 13h30 | Rapport |         |                           | Arbitrage : Victoria Pazos Federico Silva Arbitre vidéo : Steven Bakker | Arbitrage : Victoria Pazos Federico Silva Arbitre vidéo : Steven Bakker |

## Phase de promotion

### Tableau de promotion
|  | Demi-finales  | Demi-finales     | Demi-finales  | Demi-finales  |                               |                  | Finale      | Finale      | Finale      | Finale      |
|  |               |                  |               |               |                               |                  |             |             |             |             |
|  | 1er mars 2025 | 1er mars 2025    | 1er mars 2025 | 1er mars 2025 |                               |                  | 2 mars 2025 | 2 mars 2025 | 2 mars 2025 | 2 mars 2025 |
|  | A1            | Chili            | 1 (1)         | 1 (1)         |                               |                  | 2 mars 2025 | 2 mars 2025 | 2 mars 2025 | 2 mars 2025 |
|  | A1            | Chili            | 1 (1)         | 1 (1)         |                               |                  | 2 mars 2025 | 2 mars 2025 | 2 mars 2025 | 2 mars 2025 |
|  | B2            | Nouvelle-Zélande | 1 (3)tab      | 1 (3)tab      |                               |                  | 2 mars 2025 | 2 mars 2025 | 2 mars 2025 | 2 mars 2025 |
|  | B2            | Nouvelle-Zélande | 1 (3)tab      | 1 (3)tab      | B2                            | Nouvelle-Zélande | 1 (4)tab    | 1 (4)tab    |             |             |
|  | 1er mars 2025 |                  |               |               | B2                            | Nouvelle-Zélande | 1 (4)tab    | 1 (4)tab    |             |             |
|  |               |                  | B1            | Irlande       | 1 (2)                         | 1 (2)            |             |             |             |             |
|  | B1            | Irlande          | B1            | Irlande       | 1 (2)                         | 1 (2)            | 2           | 2           |             |             |
|  | B1            | Irlande          |               |               |                               |                  |             | 2           |             |             |
|  | A2            | États-Unis       | 1             | 1             |                               |                  |             |             |             |             |
|  | A2            | États-Unis       | 1             | 1             | Match pour la troisième place |                  |             |             |             |             |
|  |               |                  |               |               |                               |                  |             |             |             |             |
|  | 2 mars 2025   |                  |               |               |                               |                  |             |             |             |             |
|  | A1            | Chili            | 2             | 2             |                               |                  |             |             |             |             |
|  | A1            | Chili            | 2             | 2             |                               |                  |             |             |             |             |
|  | A2            | États-Unis       | 1             | 1             |                               |                  |             |             |             |             |
|  | A2            | États-Unis       | 1             | 1             |                               |                  |             |             |             |             |

### Demi-finales
| Match 16            | Irlande                | 2 - 1   | États-Unis |                                                                            |                                                                            |
| 1er mars 2025 16h00 | Upton 24e · Mullan 44e | (1 - 1) | 4e Zimmer  | Arbitrage : Cassidy Gallagher Steven Bakker Arbitre vidéo : Federico Silva | Arbitrage : Cassidy Gallagher Steven Bakker Arbitre vidéo : Federico Silva |
| 1er mars 2025 16h00 | Rapport                |         |            | Arbitrage : Cassidy Gallagher Steven Bakker Arbitre vidéo : Federico Silva | Arbitrage : Cassidy Gallagher Steven Bakker Arbitre vidéo : Federico Silva |

| Match 15            | Chili                                 | 1 - 1             | Nouvelle-Zélande                       |                                                                    |                                                                    |
| 1er mars 2025 18h30 | Villagrán 9e                          | (1 - 1)           | 8e Willocks                            | Arbitrage : Kim Yoonseon Allison Mikelson Arbitre vidéo : Zoe Hall | Arbitrage : Kim Yoonseon Allison Mikelson Arbitre vidéo : Zoe Hall |
| 1er mars 2025 18h30 | Rapport                               |                   |                                        | Arbitrage : Kim Yoonseon Allison Mikelson Arbitre vidéo : Zoe Hall | Arbitrage : Kim Yoonseon Allison Mikelson Arbitre vidéo : Zoe Hall |
| 1er mars 2025 18h30 | Tala · Ananías · Gutiérrez · Irazoqui | Tirs au but 1 - 3 | Willocks · Shannon · Pearson · Dickins | Arbitrage : Kim Yoonseon Allison Mikelson Arbitre vidéo : Zoe Hall | Arbitrage : Kim Yoonseon Allison Mikelson Arbitre vidéo : Zoe Hall |

### Match pour la3eplace
| Match 19          | Chili                       | 2 - 1   | États-Unis |                                                                        |                                                                        |
| 2 mars 2025 16h00 | Maldonado 27e · Arrieta 54e | (1 - 0) | 51e Caarls | Arbitrage : Megan Robertson Cassidy Gallagher Arbitre vidéo : Zoe Hall | Arbitrage : Megan Robertson Cassidy Gallagher Arbitre vidéo : Zoe Hall |
| 2 mars 2025 16h00 | Rapport                     |         |            | Arbitrage : Megan Robertson Cassidy Gallagher Arbitre vidéo : Zoe Hall | Arbitrage : Megan Robertson Cassidy Gallagher Arbitre vidéo : Zoe Hall |

### Finale
| Match 20          | Nouvelle-Zélande                                   | 1 - 1             | Irlande                                |                                                                          |                                                                          |
| 2 mars 2025 18h30 | Surridge 6e                                        | (1 - 0)           | 57e Mullan                             | Arbitrage : Kim Yoonseon Allison Mikelson Arbitre vidéo : Victoria Pazos | Arbitrage : Kim Yoonseon Allison Mikelson Arbitre vidéo : Victoria Pazos |
| 2 mars 2025 18h30 | Rapport                                            |                   |                                        | Arbitrage : Kim Yoonseon Allison Mikelson Arbitre vidéo : Victoria Pazos | Arbitrage : Kim Yoonseon Allison Mikelson Arbitre vidéo : Victoria Pazos |
| 2 mars 2025 18h30 | Willocks · Shannon · Pearson · Dickins · H. Cotter | Tirs au but 4 - 2 | N. Carey · Power · Hawkshaw · M. Carey | Arbitrage : Kim Yoonseon Allison Mikelson Arbitre vidéo : Victoria Pazos | Arbitrage : Kim Yoonseon Allison Mikelson Arbitre vidéo : Victoria Pazos |

## Statistiques

### Buteuses

#### 4 buts
- Jeong Dabin

#### 3 buts
- Kathryn Mullan
- Madeleine Zimmer

#### 2 buts
- Fernanda Arrieta
- María Maldonado
- Manuela Urroz
- Fernanda Villagrán
- Hiroka Murayama
- Rui Takashima
- Mai Toriyama
- Mikayla Power
- Park Seungae
- Holly Pearson
- Anna Willocks
- Fiona Burnet
- Sarah Jamieson

#### 1 but
- Kathleen Leahy
- Denise Krimerman
- Laura Müller
- Paula Valdivia
- Miyu Hasegawa
- Hanami Saito
- Miyu Suzuki
- Niamh Carey
- Naomi Carroll
- Sarah Torrans
- Roisin Upton
- Cheon Eunbi
- Cho Hyejin
- Jung Sunghee
- Kim Jeongihn
- Kaitlin Cotter
- Emma Findlay
- Riana Pho
- Emma Rainey
- Olivia Shannon
- Emelia Surridge
- Amy Costello
- Ellie Mackenzie
- Charlotte Watson
- Sanne Caarls
- Emma Deberdine
- Katie Dixon
- Kelee Lepage
- Mia Schoenbeck
- Meredith Sholder

### Classement final
| Rang                          | Groupe | Équipe           | J | G | N | P | BP | BC | Diff | Pts | Classement mondial FIH | Classement mondial FIH | Classement mondial FIH |
| Rang                          | Groupe | Équipe           | J | G | N | P | BP | BC | Diff | Pts | Avant                  | Après                  | Chgt                   |
| ----------------------------- | ------ | ---------------- | - | - | - | - | -- | -- | ---- | --- | ---------------------- | ---------------------- | ---------------------- |
| Médaille d'or                 | B      | Nouvelle-Zélande | 5 | 2 | 2 | 1 | 10 | 8  | +2   | 8   | 10                     | 10                     | 0                      |
| Médaille d'argent             | B      | Irlande          | 5 | 4 | 1 | 0 | 9  | 2  | +7   | 13  | 12                     | 11                     | +1                     |
| Médaille de bronze            | A      | Chili H          | 5 | 3 | 2 | 0 | 11 | 3  | +8   | 11  | 14                     | 12                     | +2                     |
| 4                             | A      | États-Unis R     | 5 | 2 | 0 | 3 | 9  | 9  | 0    | 6   | 13                     | 14                     | -1                     |
| Éliminées en phase de groupes |        |                  |   |   |   |   |    |    |      |     |                        |                        |                        |
| 5                             | B      | Écosse           | 5 | 3 | 0 | 2 | 7  | 6  | +1   | 9   | 16                     | 15                     | +1                     |
| 6                             | A      | Japon            | 5 | 2 | 1 | 2 | 9  | 11 | -2   | 7   | 11                     | 13                     | -2                     |
| 7                             | B      | Corée du Sud     | 5 | 1 | 0 | 4 | 10 | 14 | -4   | 3   | 15                     | 16                     | -1                     |
| 8                             | A      | Canada           | 5 | 0 | 0 | 5 | 1  | 13 | -12  | 0   | 17                     | 18                     | -1                     |

|  | Nation promue pour la Ligue professionnelle 2025-2026  |
|  | Nation reléguée pour la Coupe des nations II 2025-2026 |